# スティル (アルバム)
『スティル』（Still）は、1973年に発表されたピート・シンフィールドの唯一のソロ・アルバムである。

## 解説

### 経緯
シンフィールドはキング・クリムゾンの「演奏しない」オリジナル・メンバーとして、デビュー・アルバム『クリムゾン・キングの宮殿』（1969年）から4作目『アイランズ』（1971年）までのアルバムの作詞を一手に引き受け、ツアーでは照明と音響効果を担当した。しかしイギリス・ツアーと並行して行なわれていた『アイランズ』の制作が終了して1971年12月にアメリカ・ツアーが終わった後、キング・クリムゾンを去った。
1972年初頭、彼はキング・クリムゾンが使用していたコマンド・スタジオで、ロキシー・ミュージックのデビュー・アルバムとシングル『ヴァージニア・プレイン』のプロデューサーを務めた。レコーディングの経験を持たないロキシー・ミュージックのメンバーを目の当たりにして、「彼等にできるのだから、自分にだってできる」と、ソロ・アルバムの制作を決心した。

### 内容
収録曲は全てシンフィールドの単独作もしくは共作で、「アンダー・ザ・スカイ」はキング・クリムゾンの前身に当たるジャイルズ・ジャイルズ&フリップ（GG&F）の未発表曲、残りは書き下ろしの新曲である。「シー・ゴートの詩」はヴィヴァルディの『協奏曲 ニ長調 RV.93』の第二楽章のメロディーを借用した。
シンフィールドはリード・ヴォーカル、12弦ギター、シンセサイザーを担当。制作の中心メンバーは彼以外に、フィル・ジャンプ（キーボード）、スティーヴ・ドウラン（ベース・ギター）、リチャード・ブラントン（ギター）、ミンことアラン・メニー（ドラムス）である。キング・クリムゾンの関係者の中では、グレッグ・レイク（ヴォーカル、ギター）とメル・コリンズ（木管楽器）が演奏に加えてプロデューシングとミキシングに関与したほか、ボズ・バレル、イアン・ウォーレス、ジョン・ウェットン、キース・ティペット、ロビン・ミラーが参加した。
本作は1973年5月に、レイクが在籍するエマーソン・レイク・アンド・パーマーが所有するマンティコア・プロダクション・カンパニーが同年に設立したマンティコア・レコードより発表された。ジャケットはドイツの画家Sulamith Wülfingの"The Big Friend"という作品である。
本作の宣伝の為のツアーは行なわれなかったが、シンフィールドはBBCのThe Old Grey Whistle Testに出演して「シー・ゴートの詩」と「夢と希望の家」を披露したほか、ラジオやテレビの幾つかの番組に出演した。

## 収録曲
作詞はPete Sinfield。邦題は日本盤に準拠。

### CD
| #         | タイトル                                      | 作詞      | 作曲                                                      | 時間 |
| --------- | --------------------------------------------- | --------- | --------------------------------------------------------- | ---- |
| 1.        | 「シー・ゴートの詩 The Song Of The Sea Goat」 |           | Antonio Vivaldi, Sinfield, Phil Jump                      | 6:04 |
| 2.        | 「アンダー・ザ・スカイ Under The Sky」        |           | Ian McDonald                                              | 4:18 |
| 3.        | 「君なればこそ Will It Be You」               |           | Alan Mennie, Sinfield, Jump, Richard Brunton, Steve Dolan | 2:38 |
| 4.        | 「ホールフード・ブギ Wholefood Boogie」       |           | Mennie, Sinfield, Jump, Brunton, Dolan                    | 3:37 |
| 5.        | 「スティル Still」                            |           | Mennie, Sinfield, Jump, Brunton, Dolan                    | 4:45 |
| 6.        | 「想い出の封筒 Envelopes Of Yesterday」       |           | Sinfield                                                  | 6:17 |
| 7.        | 「ザ・パイパー The Piper」                    |           | Sinfield                                                  | 2:47 |
| 8.        | 「夢と希望の家 A House Of Hopes And Dreams」  |           | Sinfield                                                  | 4:06 |
| 9.        | 「ザ・ナイト・ピープル The Night People」     |           | Mel Collins, Sinfield, Jump, Brunton                      | 7:54 |
| 合計時間: | 合計時間:                                     | 合計時間: | 42:26                                                     |      |

### オリジナルLP
| #         | タイトル                                      | 作詞      | 作曲                                                      | 時間 |
| --------- | --------------------------------------------- | --------- | --------------------------------------------------------- | ---- |
| 1.        | 「シー・ゴートの詩 The Song Of The Sea Goat」 |           | Antonio Vivaldi, Sinfield, Phil Jump                      | 6:04 |
| 2.        | 「アンダー・ザ・スカイ Under The Sky」        |           | Ian McDonald                                              | 4:18 |
| 3.        | 「君なればこそ Will It Be You」               |           | Alan Mennie, Sinfield, Jump, Richard Brunton, Steve Dolan | 2:38 |
| 4.        | 「ホールフード・ブギ Wholefood Boogie」       |           | Mennie, Sinfield, Jump, Brunton, Dolan                    | 3:37 |
| 5.        | 「スティル Still」                            |           | Mennie, Sinfield, Jump, Brunton, Dolan                    | 4:45 |
| 合計時間: | 合計時間:                                     | 合計時間: | 21:22                                                     |      |

| #         | タイトル                                     | 作詞      | 作曲                                 | 時間 |
| --------- | -------------------------------------------- | --------- | ------------------------------------ | ---- |
| 1.        | 「想い出の封筒 Envelopes Of Yesterday」      |           | Sinfield                             | 6:17 |
| 2.        | 「ザ・パイパー The Piper」                   |           | Sinfield                             | 2:47 |
| 3.        | 「夢と希望の家 A House Of Hopes And Dreams」 |           | Sinfield                             | 4:06 |
| 4.        | 「ザ・ナイト・ピープル The Night People」    |           | Mel Collins, Sinfield, Jump, Brunton | 7:54 |
| 合計時間: | 合計時間:                                    | 合計時間: | 21:04                                |      |

## 参加メンバー
番号はCDのトラックナンバーを示す。
- ピート・シンフィールド　Pete Sinfield – 12弦ギター、シンセサイザー、ヴォーカル
- リチャード・ブラントン　Richard Brunton – ギター
- B.J. Cole – スティール・ギター
- グレッグ・レイク　Greg Lake – バック・ヴォーカル（4）、リード・ヴォーカル（5）、エレクトリック・ギター（8）
- スナッフィー　Snuffy – エレクトリック・ギター
- メル・コリンズ　Mel Collins – アルト・フルート、バス・フルート（1）、アルト・サクソフォーン、テノール・サクソフォーン、バリトン・サクソフォーン、チェレスタ
- ドン・ハニウィル　Don Honeywell – バリトン・サクソフォーン（9）
- クリス・ペイン　Chris Pyne – トロンボーン
- グレッグ・ボウエン　Greg Bowen – トランペット
- スタン・ロドリック　Stan Roderick – トランペット
- ロビン・ミラー　Robin Miller – イングリッシュ・ホルン
- ティム・ヒンクレイ　Tim Hinkley – エレクトリック・ピアノ (9)
- フィル・ジャンプ　Phil Jump – グロッケンシュピール、キーボード、ハモンドオルガン、エレクトリック・ピアノ、ピアノ、ウールワースオルガン（2）、フリーマン・シンフォナイザー
- キース・ティペット　Keith Tippett – ピアノ（1）
- ボズ　Boz – ベース・ギター (9)
- スティーヴ・ドウラン　Steve Dolan – ベース・ギター
- ジョン・ウェットン　John Wetton – ベース・ギター (1)、ファズ・ベース（6）
- ミン　Alan "Min" Mennie – ドラムス、パーカッション
- イアン・ウォーレス　Ian Wallace – ドラムス（9）、スネアドラム（1）
- ブライアン・フラワーズ　Brian Flowers – シンセサイザー